# بریتانی آلن
بریتانی آلن (انگلیسی: Brittany Allen؛ زادهٔ ۵ فوریهٔ ۱۹۸۶) یک هنرپیشه اهل کانادا است. وی از سال ۱۹۹۹ میلادی تاکنون مشغول فعالیت بوده‌است.
از فیلم‌ها یا برنامه‌های تلویزیونی که وی در آن نقش داشته است می‌توان به تخته نرد اشاره کرد.